# Brookesia valerieae
Brookesia valerieae är en ödleart som beskrevs av  Christopher John Raxworthy 1991. Brookesia valerieae ingår i släktet Brookesia och familjen kameleonter. IUCN kategoriserar arten globalt som starkt hotad. Inga underarter finns listade.